# Surf's Up - I re delle onde
Surf's Up - I re delle onde (Surf's Up) è un film d'animazione statunitense del 2007 diretto da Ash Brannon e Chris Buck. Il film, che cita pellicole come Riding Giants, è stato in molte scene girato dal punto di vista della telecamera in stile falso documentario, dando la sensazione di trovarsi nel film. Non mancano inoltre i dialoghi dell'immaginaria troupe, di cui non viene mostrata nessuna parte del corpo, ma solo oggetti di scena come riflettori, ciak e microfoni.

## Trama
Cody Maverick, pinguino saltarocce di 17 anni, conduce una noiosa vita a Ghiacciano Terme, Antartide, avendo come unico svago il surf. Il suo sogno è quello di diventare come Zeke "Big Z" Topanga, un famoso pinguino imperatore surfista che Cody ammira sin da quando era un pulcino. La sua occasione si presenta quando Mikey Abramovitz, un uccello trampoliere talent scout, si dirige a Ghiacciano Terme in cerca di concorrenti per la decima edizione del Big Z Memorial Surf Contest. Sebbene inizialmente riluttante, alla fine si lascia convincere e iscrive Cody alla gara. Durante il viaggio Cody fa amicizia con un altro surfista, Joe Ruspante, un pollo estremamente rilassato proveniente dal Lago Michigan. Arrivati all'Isola di Pin Gu, Cody trova già delle avversità con Tank "Tritatutto" Evans, pinguino reale nove volte campione in carica da quando batté Big Z in una competizione in cui quest'ultimo perse la vita, che lo sfida in mare. Durante la gara, Cody scivola dalla tavola finendo in mare. Viene recuperato da Lani, una pinguina di Papua bagnina che Cody aveva conosciuto al suo arrivo. Concludendo che il danno è serio, ella trasporta Cody nella giungla, dal suo amico Freaky. Freaky scopre che Cody è stato punto da un riccio di mare e, dopo aver estratto l'aculeo, lo tiene con sé per degli accertamenti.
Il giorno seguente Freaky accompagna Cody sul sentiero per riportarlo alla spiaggia, ma torna indietro per ridargli la collana di Big Z. Per sdebitarsi, Cody decide di aiutare Freaky a creare una tavola da surf da un tronco di koa. Purtroppo durante il tragitto, il tronco sfugge di mano ai due pinguini che, inseguendolo, si ritrovano in una magnifica spiaggia. Esplorandola, Cody trova una baracca con delle tavole da surf appartenenti a Big Z e, guardando Freaky suonare malinconicamente l'ukulele, capisce che quest'ultimo è Big Z in carne ed ossa. Vinto dalla tentazione, Cody ruba una delle tavole e si lancia in acqua per provarla, causando l'ira di Z, che recupera la tavola e lo costringe a fabbricarne una sua. Dopo un fallimento iniziale, Cody riesce nel suo intento e, dopo aver incontrato Lani nella giungla, scopre che quest'ultima è la nipote di Big Z. Lani si unisce a Z e a Cody ed insieme trascorrono una giornata a cavallo delle proprie tavole. La sera, su insistenza di Cody, Z spiega la causa della sua scomparsa: sentendosi superato da Tank, Z decise, nella sua ultima competizione, di inscenare la propria morte e non farsi vedere più, per evitare di essere giudicato un perdente e deludere i fan.
Deluso, Cody se ne va dalla spiaggia e si prepara per la gara finale. Durante la competizione, Cody e Joe passano in testa, suscitando il furore di Tank, che decide di sbarazzarsi dei due concorrenti. Cody, vedendo il suo amico in pericolo, distrae Tank spingendolo verso la Fiera delle Ossa, un pericoloso ammasso di scogli acuminati, per dare a Joe la possibilità di vincere. Durante la lotta, Tank e Cody cadono dalla tavola. Tank viene recuperato da Lani, mentre Z, che segretamente aveva assistito a tutta la competizione, si butta a salvare Cody, venendo perciò visto da tutti dopo dieci anni. Z e Cody scoprono che la gara è stata vinta da Joe, con il protagonista che accetta sportivamente la sconfitta. I partecipanti alla gara si divertono sulla spiaggia di Z, e Cody chiude la storia salutando gli intervistatori.

## Personaggi
- Cody Maverick: il protagonista, è un pinguino saltarocce diciassettenne che trascorre le giornate sulla tavola da surf. Il suo sogno è quello di diventare come il suo idolo, Big Z. Aspira a vincere il titolo di campione del surf, ma rinuncia capendo il vero significato dell'amicizia.
- Lani Aliikai: una pinguina di Papua, è la bagnina dell'Isola di Pin Gu, nonché migliore amica di Cody. È l'unica a conoscere la vera identità di Freaky.
- Zeke "Big Z / Freaky" Topanga: pinguino imperatore zio di Lani, nonché il miglior surfista di sempre. Simpatizza per Cody e decide di fargli da insegnante. Deluso dall'irrefrenabile voglia di vincere di Cody, torna per salvare quest'ultimo.
- Joe Ruspante: un gallo surfista che Cody conosce all'inizio del film, nonché un amico fidato e leale. Durante il film è perennemente alla ricerca di Cody, ricerca ostacolata dagli indigeni dell'isola, che lo cacciano in continuazione.
- Reggie Belafonte: una lontra di mare dal carattere avaro ed egoista che adora spremere il suo assistente Mike.
- Tank "Tritatutto" Evans: è l'antagonista principale del film, è un egocentrico pinguino reale campione che nutre un "amore" morboso verso i trofei e fa il bullo con i piccoli pinguini, che alla fine si vendicano di lui distruggendo il suo trofeo. Nel doppiaggio italiano parla con un accento romano.
- Mike Abromowitz: è un piccolo uccello trampoliere stressato dal suo impiego da talent scout, che viene costantemente tartassato dal suo capo.

Nel film appaiono in versione "pinguinizzata" i surfisti Kelly Slater e Rob Machado in qualità di inviati per l'emittente SPEN. Il commentatore nella versione originale è Sal Masekela, ridoppiato nella versione italiana Pierluigi Pardo.

## Colonna sonora
La colonna sonora di Surf's Up - I re delle onde è composta da 13 tracce musicali, composte da vari artisti tra cui:
- Ken Andrews (Just Say Yes)
- Green Day (Holiday, Welcome to Paradise)
- New Radicals (You Get What You Give)
- Pearl Jam (Big Wave)
- 311 (Reggae Got Soul)
- Incubus (Drive)
- The Queers ("Wipe Out")

## Riconoscimenti
- Premi Oscar 2008
  - Candidatura all'Oscar al miglior film d'animazione

## Sequel
Il 17 gennaio 2017 è uscito il sequel Surf's Up 2 - Uniti per vincere in home video con le voci dei campioni del wrestling John Cena, Triple H, The Undertaker, Vince McMahon e Paige.